# Birgitte Hanel
Birgitte Hanel (* 25. April 1954 in Jægersborg Sogn, Gentofte Kommune) ist eine ehemalige dänische Ruderin. Sie gewann 1984 die olympische Bronzemedaille im Doppelvierer.
Die 1,70 m große Birgitte Hanel belegte mit dem dänischen Doppelvierer den elften Platz bei den Ruder-Weltmeisterschaften 1977 und den zehnten Platz 1979. 1981 erreichten die Däninnen in der Besetzung Christine Thorsen, Lise Justesen, Birgitte Hanel, Bodil Rasmussen und Steuerfrau Jette Hejli Sørensen das A-Finale bei den Weltmeisterschaften in München und belegten den sechsten Platz. Mit Hanne Eriksen für Justensen ruderten die Däninnen bei den Ruder-Weltmeisterschaften 1983 auf den siebten Platz. 
Bei den Olympischen Spielen 1984 in Los Angeles waren mit der Sowjetunion, der DDR und Bulgarien die drei Medaillengewinner von 1983 wegen ihres Olympiaboykotts nicht am Start. In der Besetzung Hanne Eriksen, Birgitte Hanel, Inger Køfød, Bodil Rasmussen und Jette Hejli Sørensen gewann der dänische Doppelvierer nach dem zweiten Platz im Vorlauf den Hoffnungslauf. Im Finale siegten die Rumäninnen vor den Gastgeberinnen, mit einer halben Sekunde Rückstand auf den US-Doppelvierer erkämpften die Däninnen die Bronzemedaille vor dem Boot aus der Bundesrepublik Deutschland.
Nach den Olympischen Spielen wechselte Birgitte Hanel zum Leichtgewichtsrudern. Bei den Ruder-Weltmeisterschaften 1985 belegte sie den achten Platz im Leichtgewichts-Einer. 1986 ruderte sie mit Tina Aabye auf den fünften Platz im Leichtgewichts-Doppelzweier.